# Johan Enschedé & Zonen
Johan Enschedé & Zonen ((nl) : Koninklijke Joh. Enschedé) est un concepteur graphique et imprimeur de documents sécurisés, de timbres postaux et de billets de banque, basé à Haarlem, aux Pays-Bas. 
Fondé en 1703, Johan Enschedé & Zonen est spécialisé dans l'impression graphique de documents, pour les médias, les institutions publiques, les sociétés financières et pour toute entreprise faisant appel à des supports sécurisés.
Johan Enschedé & Zonen possède des succursales à Haarlem, Amsterdam et Bruxelles. 
Les locaux historiques situés à Haarlem, Klokhuisplein 5, accueillaient jusqu'en 1990 le musée Enschedé qui mettait en valeur son savoir faire ancestral, entre autres par l'exposition des techniques de gravure, de typographies anciennes ou modernes, et d'estampes spécifiques. La collection a été transférée aux Noord-Hollands Archief (Archives de Hollande-du-Nord). Une plaque commémorative rappelle aux passants qu'à cet endroit se tenait la fonderie-typographique (Grafische Inrichting) créée par Izaak Enschedé (1681-1761).

## Sources et références
- (en) Cet article est partiellement ou en totalité issu de l’article de Wikipédia en anglais intitulé « Joh. Enschedé » (voir la liste des auteurs).

1. ↑  Nationaal Ontwerp Archief (portail d'archives), consulté le 1er mars 2024.
2. ↑  RKDartists (base de données biographiques), consulté le 1er mars 2024.
3. ↑  « Museum Enschedé », sur noord-hollandsarchief.nl.